# Bogdan II
Bogdan II (ur. 1409, zm. 1451) – hospodar Mołdawii w latach 1449–1451 z dynastii Muszatowiczów.
Był synem hospodara Aleksandra Dobrego (według niektórych historyków jego bratankiem, synem Bogdana). Tron mołdawski objął w okresie bratobójczych walk między potomkami Aleksandra Dobrego, pokonawszy w 1449 wspieranego przez Polskę swego bratanka Aleksandra II. W tym samym roku udzielił schronienia Władowi Palownikowi, uchodzącemu z Wołoszczyzny spod pieczy osmańskiej (Wład wówczas zaprzyjaźnił się z synem Bogdana, Stefanem, późniejszym wybitnym hospodarem mołdawskim). Podjął współpracę z Janem Hunyadym, dzięki czemu we wrześniu 1450 w bitwie w pobliżu Vaslui powstrzymał siły polskie, których celem było przywrócenie Aleksandra na tron. Od tego momentu podejmował wyprawy łupieżcze na Ruś, które zakończyły rokowania.
Bogdan próbował wówczas dojść do porozumienia z Polską, został jednak w czasie trwania pertraktacji w październiku 1451 zamordowany zdradziecko przez własnego brata Piotra Arona. Jego synem był Stefan Wielki, który po śmierci Bogdana zbiegł do Siedmiogrodu.

## Literatura
- J. Demel: Historia Rumunii. Wrocław, 1970.
- Dominik Musialik. Najdawniejsze próby utrzymania niezależności przez hospodarstwo mołdawskie od XIV do poł. XV wieku. „Studenckie Zeszyty Historyczne”. 14, s. 52–53, 2008. Kraków: Koło Naukowe Historyków Studentów Uniwersytetu Jagiellońskiego. ISSN 0209-0465.